# Metresa

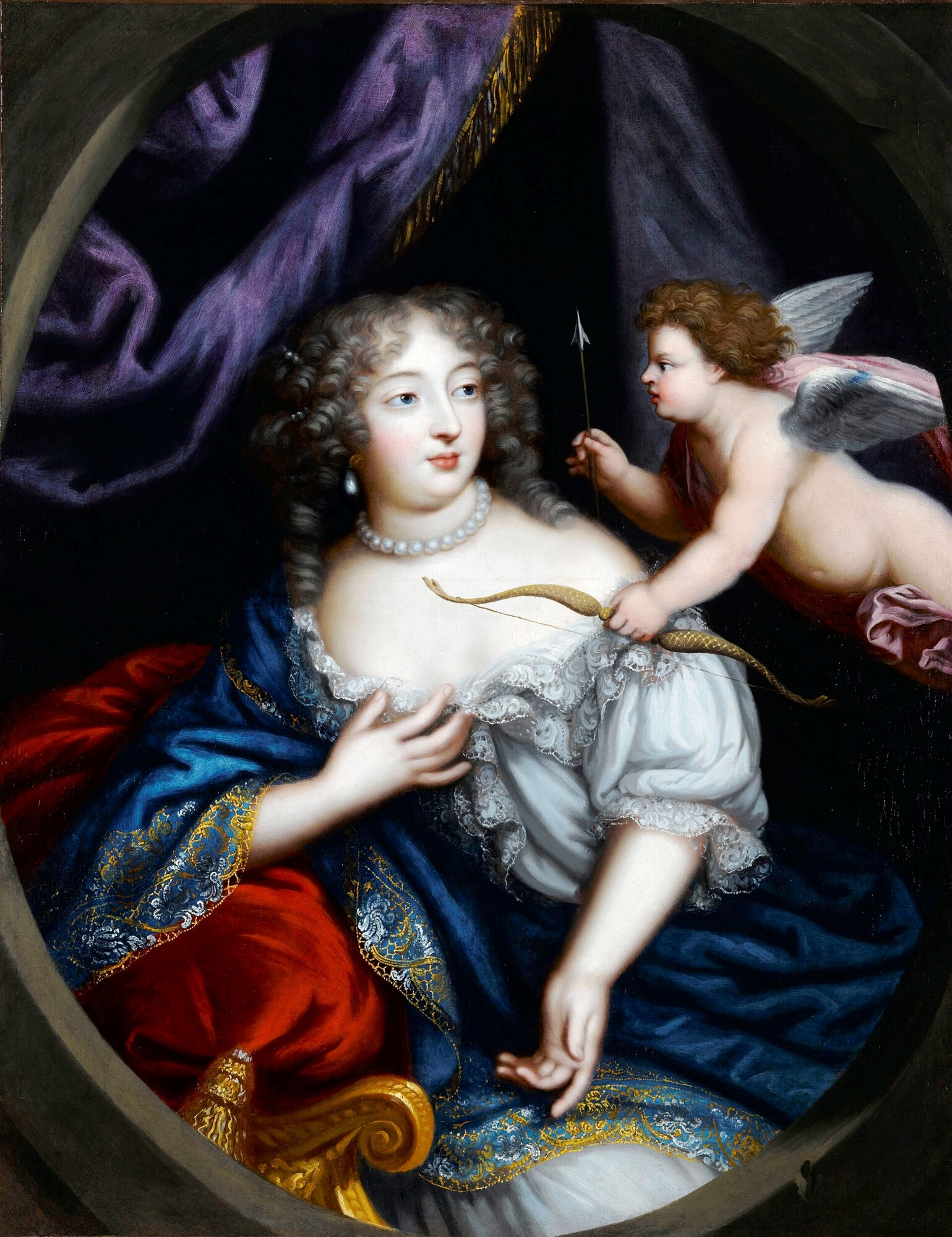
Markiza de Montespan, wpływowa metresa Ludwika XIV

Metresa (fr. maîtresse – pani, mistrzyni) – faworyta, kochanka.
W społeczeństwach, w których małżeństwa zawierano z powodów ekonomicznych czy też politycznych, metresy spełniały rolę dobrowolnie wybranej, nieumówionej partnerki, nie tylko w życiu seksualnym. W historii jest wiele udokumentowanych przypadków wpływowych metres.

## Znane metresy

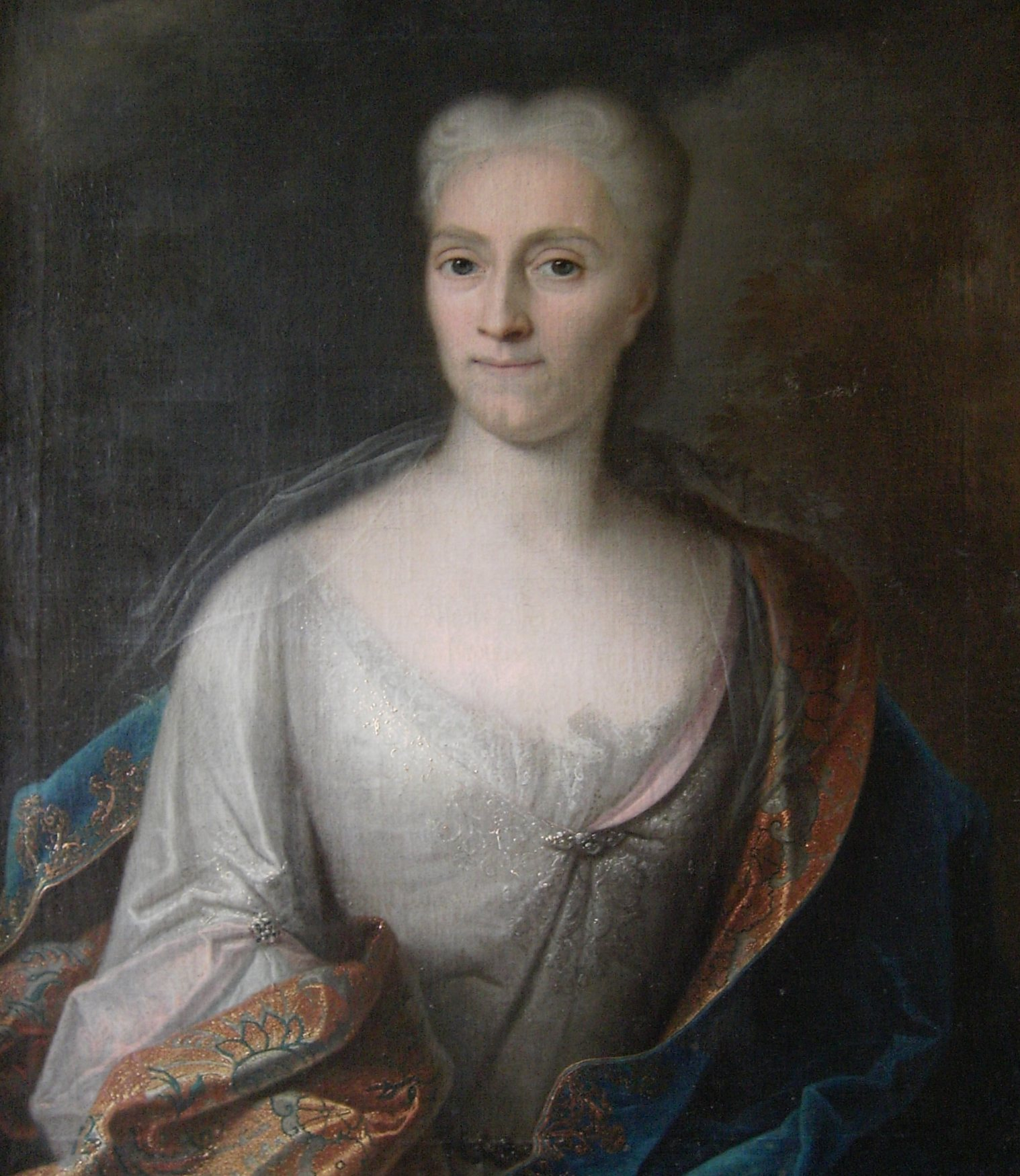
Anna Konstancja Cosel, faworyta króla Polski – Augusta II

- Jane Shore (kochanka króla Edwarda IV)
- Diana de Poitiers (kochanka króla Henryka II)
- Gabrielle d’Estrées (kochanka króla Henryka IV)
- Elżbieta Blount (kochanka króla Henryka VIII)
- Maria Boleyn (kochanka króla Henryka VIII)
- Jadwiga Łuszkowska (kochanka króla Władysława IV Wazy)
- Louise de Kéroualle, księżna Portsmouth (kochanka króla Karola II)
- Nell Gwyn (kochanka króla Karola II)
- Anna Konstancja Cosel (kochanka króla Augusta II)
- Markiza de Montespan (kochanka króla Ludwika XIV)
- Markiza de Maintenon (kochanka i późniejsza żona króla Ludwika XIV)
- Madame Pompadour (kochanka króla Ludwika XV)
- Madame du Barry (kochanka króla Ludwika XV)
- Maria Anna Fitzherbert (kochanka i późniejsza żona króla Jerzego IV)
- Maria Naryszkina (kochanka cara Aleksandra I)
- Maria Walewska (kochanka cesarza Napoleona Bonaparte)
- Lola Montez (kochanka króla Ludwika I)
- Maria Vetsera (kochanka arcyksięcia Rudolfa Habsburga)
- Camilla Parker Bowles (kochanka i późniejsza żona króla Karola III)
- Magda Lupescu (kochanka i późniejsza żona króla Rumunii Karola II)
- Emma, lady Hamilton (kochanka i późniejsza żona lorda Hamiltona, następnie kochanka Horatio Nelsona)